# Catedral de l'Almudena
Santa Maria la Reial de l'Almudena (Santa María la Real de la Almudena, en castellà) és una catedral catòlica a Madrid.

## Història
Quan la capital d'Espanya es va traslladar de Toledo a Madrid el 1561, la seu de l'Església a Espanya es va mantenir a Toledo; així la nova capital —cosa inusual per a un país catòlic— no tenia cap catedral. Es van discutir plans ja en el segle xvi per construir una catedral a Madrid dedicada a la Mare de Déu de l'Almudena, però la construcció no va començar fins a 1879.
La catedral sembla haver estat construïda en el lloc d'una mesquita medieval que va ser destruïda en 1085, quan Alfons VI va conquistar Madrid.
Francisco de Cubas, el marquès de Cubas, va dissenyar-la i va dirigir-ne la construcció en un estil neogòtic. La construcció es va interrompre totalment durant la Guerra Civil espanyola, i el projecte va ser abandonat fins a 1950, quan Fernando Chueca Goitia va adaptar els plans de Cubas a un exterior d'estil barroc, per tal que coincidís amb la façana grisa i blanca del Palau Reial, que es troba just davant. Per a la finalització de les obres, les administracions públiques van destinar fins a 700 milions de pessetes entre 1984 i 1997.
La catedral es va completar el 1993, quan va ser consagrada pel papa Joan Pau II.
El 22 de maig de 2004, el matrimoni de Felip —príncep d'Astúries— amb Letizia Ortiz Rocasolano —coneguda després com a Letizia, princesa d'Astúries— es va dur a terme a la catedral.
El 28 d'abril de 2004, el cardenal Antonio María Rouco Varela, arquebisbe de Madrid, va beneir els nous quadres a l'absis, pintats per Kiko Argüello, fundador del Camí Neocatecumenal. La catedral és la seu del «Patriarca de les Índies i del Mar Oceà», un patriarcat honorífic creat al segle xvi i, posteriorment, un títol honorífic per al capellà de la cort espanyola.

## Estil
L'interior, d'estil neogòtic, és singularment modern; amb capelles i estàtues d'artistes contemporanis, en estils heterogenis, des de ressorgiments històrics fins a decoració «pop-art».
La cripta, d'estil neoromànic, conté una imatge del segle xvi de la Mare de Déu de l'Almudena. Prop de les excavacions en el transcurs del carrer Mayor, s'han descobert restes de muralles de la ciutat àrab i medieval.